# Winter Melody
«Winter Melody» (en español: Melodía de invierno) es el segundo y último sencillo del álbum Four Seasons of Love de la cantante Donna Summer. La canción representa al invierno en su álbum, en el cual todas las canciones corresponden a una estación del año.
Aunque famosa por sus canciones de estilo disco, esta canción es una balada de soul. "Winter Melody" habla de una mujer que lucha por llegar a un acuerdo después de que su relación ha terminado. Al igual que muchas canciones de Summer, tiene una duración considerable (más de seis minutos), pero fue editada para ser lanzada como sencillo.
El lado B del sencillo fue distinto en varios países: en el Reino Unido fue lanzado con "Wasted", original del álbum A Love Trilogy, mientras que en los Estados Unidos con "Spring Affair", perteneciente al mismo álbum. En Italia se lanzó un sencillo con versiones editadas de "Summer Fever" y "Winter Melody" como lado B.

## Sencillos
- UK 7" single (1976) GTO GT 76[1]

1. «Winter Melody»
2. «Wasted»

- US 7" single (1976) Casablanca NB 874[2]

1. «Winter Melody» - 3:58
2. «Spring Affair» - 3:39

- ITA 7" single (1977) Durium DE 2923[3]

1. «Summer Fever»
2. «Winter Melody»

- US 33 RPM single (1977) Casablanca NBD-100[4]

1. «Winter Melody» - 3:58
2. «Spring Affair» - 3:39

## Posicionamiento
"Winter Melody" junto al álbum Four Seasons of Love alcanzó el #1 en la lista dance, incluyendo también al sencillo anterior "Spring Affair". En varios álbumes posteriores de la cantante sucedió la misma situación (I Remember Yesterday y Once Upon a Time).
| Lista/País (1976)             | Posición más alta |
| ----------------------------- | ----------------- |
| Canadá                        | 41                |
| Irlanda                       | 20                |
| UK Singles Chart              | 27                |
| Billboard Hot 100             | 43                |
| Billboard Hot Soul Singles    | 21                |
| Billboard Hot Dance Club Play | 1                 |

## Sucesión
| Predecesor: "My Sweet Summer Suite" / "Brazilian Love Song" de The Love Unlimited Orchestra | Billboard Hot Dance Club Play - Sencillo número uno (con Four Seasons of Love) período = 13 de noviembre de 1976 - 18 de diciembre de 1976 {{{período}}} | Sucesor: "Don't Leave Me This Way" / "Any Way You Like It" de Thelma Houston |